# Sun International

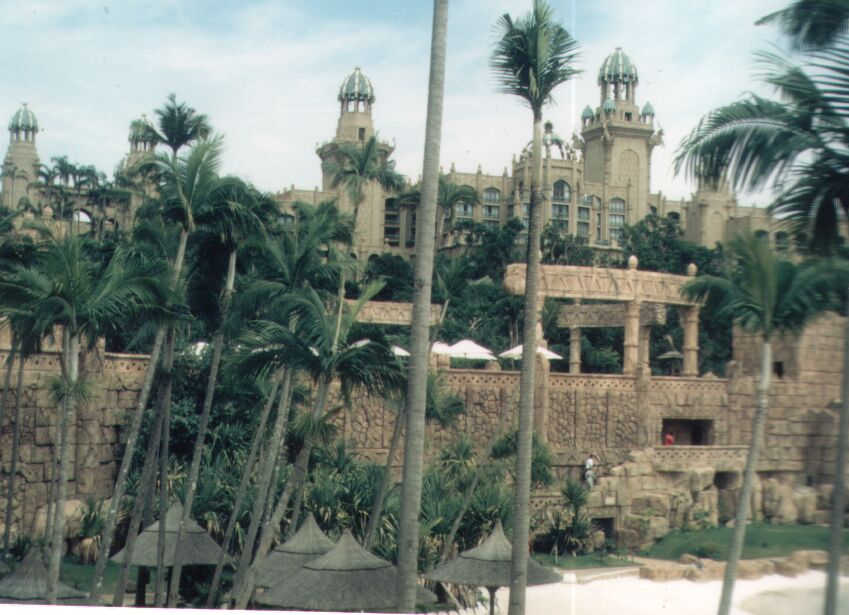
The Palace of the Lost City in Sun City

Sun International ist eine südafrikanische Unternehmensgruppe (Holding), die an der Johannesburger Börse gelistet ist. Gegründet wurde sie am 11. Juli 1967 und hat ihren Hauptsitz in Sandton. Heute werden unter Sun International zahlreiche Hotels und Spielbanken im südlichen Afrika geführt, mit denen 2014 ein Umsatz von 10,83 Milliarden Rand und ein Gewinn von 749 Millionen Rand erzielt wurde.
Anfang 2015 verkaufte Sun International seine Hotels in Botswana, Lesotho, Namibia und Sambia an Minor International. Diese werden seit Mitte 2015 als Hotels der Avani-Gruppe geführt.

## Hotels und Casinos

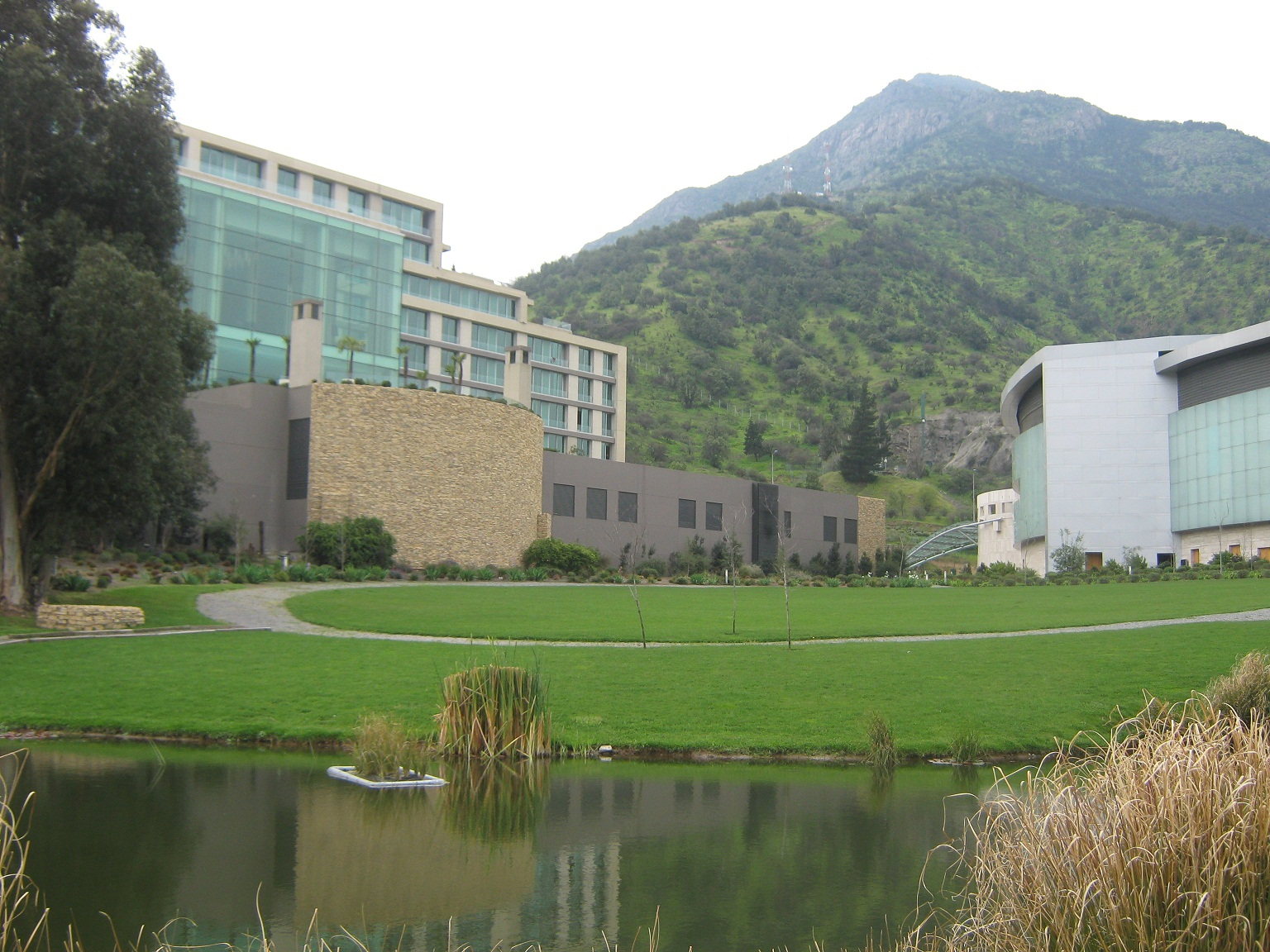
Hotel Monticello in Chile

Ehemalige Hotels beziehungsweise Casinos sind in kursiv genannt.
- Cabanas (Sun City)
- Carnival City Casino & Entertainment World (Gauteng)
- Carousel Casino (Provinz Nordwest)
- Cascades Hotel (Sun City)
- Fish River Sun Hotel & Country Club Resort (Provinz Ostkap)
- Flamingo Casino (Kimberley)
- Golden Valley Casino (Worcester)
- GrandWest Casino & Entertainment World (Kapstadt)
- Lugogo Sun (Ezulwini, Eswatini)
- Meropa Casino & Entertainment World (Polokwane)
- Monticello Grand Casino & Entertainment World (Chile)
- Morula Casino & Hotel (Nooitgedacht Dam)
- Naledi Sun Hotel & Casino (Thaba Nchu)
- Ocean Sun Casino (Panama)
- Royal Livingstone Hotel (Viktoriafälle, Sambia)
- Royal Swazi Resort (Ezulwini, Eswatini)
- Sibaya Casino & Entertainment Casino (Durban)
- Sun City Hotel (Sun City)
- Sun City Resort (Sun City)
- Sun Vacation Club (Sun City)
- The Boardwalk Hotel, Convention Centre & Spa (Gqeberha)
- The Federal Palace Hotel & Casino (Lagos, Nigeria)
- The Maslow (Sandton)
- The Palace of the Lost City (Sun City)
- The Table Bay Hotel (Kapstadt)
- Wild Coast Sun Resort & Casino (Port Edward)
- Windmill Casino (Bloemfontein)
- Gaborone Sun (Gaborone, Botswana)
- Kalahari Sands Hotel & Casino (Windhoek, Namibia)
- Lesotho Sun Hotel & Casino (Maseru, Lesotho)
- Maseru Sun (Maseru, Lesotho)
- Zambezi Sun (Sambia)